# پردانه
پُردانه (نام علمی: Polycarpon tetraphyllum) نام یک گونه از سرده پردانه است.